# Gajewniki
Gajewniki [ɡajɛvˈniki] est un village polonais de la gmina de Zduńska Wola dans le powiat de Zduńska Wola et dans la voïvodie de Łódź. Il se situe à environ 4 kilomètres au nord-est de Zduńska Wola et à 37 kilomètres au sud-ouest de Łódź.